# Abdul Ahad Mohmand
Abdul Ahad Mohmand (Pasjtoe: عبدالاحد مومند) (Sardah, 1 januari 1959) is een Afghaans voormalig ruimtevaarder. In 1988 werd hij de eerste Afghaan in de ruimte. 
Mohmands eerste en enige ruimtevlucht was Sojoez TM-6 die op 29 augustus 1988 gelanceerd werd. Het was een Russische expeditie naar het ruimtestation Mir dat deel uitmaakte van het Sojoez-programma. Hij keerde terug met de Sojoez TM-5 en landde in Kazachstan op 7 september. 
In 1988 ontving hij de Russische titel Held van de Sovjet-Unie.